# Communauté de communes des Trois Vallées du Bergeracois
La communauté de communes des Trois Vallées du Bergeracois est une ancienne communauté de communes française, située dans le département de la Dordogne, en région Aquitaine.
Son nom évoque les trois cours d'eau qui baignent son territoire : le Caudeau, la Dordogne et la Louyre.
Elle faisait partie du Pays du Grand Bergeracois.

## Histoire
La communauté de communes des Trois Vallées du Bergeracois est créée le 12 décembre 2002 pour une prise d'effet au 1er janvier 2003.
Au 1er janvier 2013, la communauté de communes s'associe avec deux autres intercommunalités pour former la communauté d'agglomération bergeracoise.

## Composition
Elle regroupait six des onze communes du canton de Bergerac-2 :
1. Cours-de-Pile
2. Creysse
3. Lamonzie-Montastruc
4. Mouleydier
5. Saint-Germain-et-Mons
6. Saint-Sauveur

## Administration
| Période      | Période       | Identité          | Étiquette | Qualité                                                                |
| ------------ | ------------- | ----------------- | --------- | ---------------------------------------------------------------------- |
| janvier 2003 | décembre 2012 | Frédéric Delmarès | PS        | Adjoint au maire de Creysse (2003-2008) Maire de Creysse (depuis 2008) |

## Compétences
- Action sociale
- Activités culturelles ou socioculturelles
- Assainissement non collectif
- Collecte des déchets des ménages et déchets assimilés
- Constitution de réserves foncières
- Développement économique
- Droit de préemption urbain (DPU)
- Équipements ou établissements culturels, socioculturels, socioéducatifs ou sportifs
- Schéma de cohérence territoriale (SCOT)
- Schéma de secteur
- Tourisme
- Traitement des déchets des ménages et déchets assimilés
- Voirie
- Zones d'activités industrielle, commerciale, tertiaire, artisanale ou touristique
- Zones d'aménagement concerté (ZAC)

### Sources
- Le SPLAF (Site sur la Population et les Limites Administratives de la France)
- La base ASPIC de la Dordogne - (Accès des Services Publics aux Informations sur les Collectivités)